# Молекулярний комплекс
Молекуля́рний ко́мплекс (англ. molecular complex) — молекулярна сполука, донорно-акцепторний комплекс, що утворюється внаслідок перекривання молекулярних орбіталей донора й акцептора електронів і має визначену стехіометрію та геометрію, а віддаль між компонентами менша від суми вандерваальсівських радіусів атомів, які утворюють зв'язок. Складовими частинами такого комплекса можуть бути також йони й радикали.